# Cylindrophis opisthorhodus
Cylindrophis opisthorhodus (лат.) — вид змей из семейства цилиндрических змей.

## Распространение
Эндемик Малых Зондских островов (Индонезия). Известен с островов Ломбок, Сумбава, Комодо и Флорес. Встречается на высоте от 10 до 800 м над уровнем моря.

## Образ жизни
Лесной вид, ведущий наземный образ жизни. Обитает на глинистых почвах. Активен ночью. О биологии известно мало. Предположительно живородящий вид, ведущий роющий образ жизни, как другие представители рода.